# Ренгсдорф
Ренгсдорф (нем. Rengsdorf) — община в Германии, курорт, расположен в земле Рейнланд-Пфальц. 
Входит в состав района Нойвид. Подчиняется управлению Ренгсдорф.  Население составляет 2632 человека (на 31 декабря 2010 года). Занимает площадь 6,91 км².